# Papercrete
Papercrete is een bouwmateriaal dat meestal bestaat uit een mengsel van papier, cement, zand en borax.
Voordelen van papercrete zijn dat het gewicht 1/10 is van gebruikelijk beton en de kosten van de grondstoffen een stuk lager. Er is met name minder cement en zand nodig. 
Net als beton kan papercrete in verschillende samenstellingen voorkomen. Het kan voornamelijk uit papiervezels bestaan, waardoor het gewicht laag blijft. Er kan weinig papier in zitten waardoor de sterkte toeneemt maar ook het gewicht hoger wordt.
Het hergebruik van papier kan ook een voordeel zijn, zij het dat als het papier eenmaal gebruikt is in papercrete, het niet meer kan worden herbruikt, anders dan bij normaal hergebruik.